# Раде Јовановић (народни херој)
Раде Јовановић Радован (Парцани, код Сопота, 1904 — Слатина, код Сопота, 25. септембар 1941) био је учесник Народноослободилачке борбе и народни херој Југославије.

## Биографија
Рођен је 1904. године у селу Парцани, код Сопота. Потицао је из земљорадничке породице, а након завршене основне школе посветио се сеоским половима и   обрађивању земље. Након одслуженог војног рока у Југословенској војсци, вратио се у село и наставио са земљорадничком пословима. Иако је живео на селу, занимао се за политику. Дружио се са демократски опредељеним људима и био велики противник владајућег режима Краљевине Југославије. Посећивао је опозиционе скупове и активно учествовао на састанцима.
Након 1935. у космајски селима је почео да се осећа утицај тада илегалне Комунистичке партије Југославије (КПЈ), а током 1939. су створене и прве партијске организације у Парцанима, Поповићу, Дучини, Рогачи и др. Једну од првих партијских ћелија у космајском срезу, формирао је Мирко Томић у селу Поповићу. Исте године Томић је у чланство КПЈ примио Радета Јовановића. Он је најпре припадао партијској организацији у Поповићу, а након пријема у партију још неколико људи из села, јануара 1941. формирана је у Парцанима партијска ћелија чији је био секретар. Крајем 1940. формиран је Срески комитета КПЈ за космајски срез, а његови чланови су били — Александра Цана Марјановић, Милорад Марковић, Велика Банић и Раде Јовановић, који је постављен за секретара. Марта 1941. у Срески комитет је примљена и Јелица Миловановић. Избором за секретара Среског комитета, Раде је постао члана Окружног комитета КПЈ за београдски округ.
После Априлског рата и окупације Југославије, 1941. као члан Окружног комитета КПЈ активно је радио на организовању Народноослободилачког покрета (НОП) и покретању устанка на Космају. Почетком јула 1941, као секретар Среског комитета,  присуствовао је састанку на коме је донета одлука о формирању Космајско-посавског партизанског одреда. Тада је за команданта одред одређен шпански борац Коча Поповић, за политичког комесара Бора Марковић, а за заменика команданта Раде Јовановић. Одред је формиран у ноћи 1/2. јула 1941. на Космају и имао је три чете — две космајске и једну посавске, са око сто наоружаних бораца.
Прве акције одреда вршене почетком јула састојале су се из сечења телефонских жица поред железничких пруга на сектору Раља—Рипањ. Једна од првих значајнијих акција Космајског одред била је рушење мостова код Раље и Белог Потока. Одлука за ову акцију донета је у договору чланова Штаба одреда са Филипом Кљајићем и Родољубом Чолаковићем, члановима Главног штаба НОП одреда Србије, 23. јула 1941. године. За рушење моста код Белог Потока били су задужени Кљајић и комесар одреда Бора Марковић, а за рушење моста код Раље, на коме је већ раније била извршена неуспешна диверзија, Чолаковић и командант и заменик команданта одреда Коча Поповић и Раде Јовановић.
Припремајући се за ову акцију, Жика Анаф је осмотрио мост и утврдио дебљину траверзи и одредио место за постављање експлозива. Пошто у одреду нико није био вичан минирању, Раде је довео једног сељака, који је у војсци научио минирање. Он је борцима објаснио како се минира, па је њих 12 увече кренуло у акцију. Поделили су се у три групе, које су предводили Анаф, Коча Поповић и Дража Марковић. Експлозив је постављен на три места испод моста, али су експлодирала само два, због чега је мост био само померен, а не и срушен.
Како би покренули сељаке да ступе у партизане, Фића Кљајић, Коча Поповић и Раде Јовановић, обилазили су села и са групама сељака одржавали конференције. Услед прилива нових бораца, али и различитог дејства његових чета — посавске чете биле су усмерене на подручје Посавине, а космајске чете на Подунавље и околину Младеновца — крајем јула 1941. Главни штаб НОП одред Србије донео је одлуку да се од посавских чета формира Посавски одред, а од космајских чета Космајски одред. Одлука о подели одред извршена је средином августа 1941. године. Тада је допуњен  Штаб Космајског одреда, пошто су командант и комесар дотадашњег одреда прешли у Посавски одред. Командант новог одреда постао је Милутин Тодоровић, политички комесар Јован Јерковић, начелник Штаба Бранко Пољанац, док је заменик команданта остао Раде Јовановић.
Током августа 1941. Космајски одред извршио је више оружаних акција — разоружане су  жандармеријске станице на Трешњи и у Бељини, паљене су општинске архиве у Дучини, Раниловићу, Дрлупи, Бабама, Губеревцу, Рогачи, Парцанима и др. Једна од најзначајнијих акција био је напад на жандармеријску станицу у Сопоту, која је извршена ноћу 23. августа 1941. године. Партизани су водили борбу са жандармима, али нису могли ликвидирати станицу, па су се након паљења општинске архиве, пред зору повукли. Ова акција имала је снажан морално-политички ефекат, како би народу показала да одред није уништен након блокаде Космаја.
Крајем августа, Штаб одреда је припремио диверзију на железничкој прузи Београд—Младеновац. У вези са овом акцијом, одржан је састанак са командантом Посавског одреда Кочом Поповићем, коме је присуствовао Раде. Услед јаких киша, акција је била одлагана, а извршена је почетком септембра 1941. године. Тада су на железничким станицама Рипањ тунел, Раља и Ђуринци разорене скретнице, онеспособљени станични уређаји, а делимично и пруга. Након ове акције Космајски одред је наставио са акцијама — паљене су општинске архиве у Поповићу и Парцанима, разорена је пруга код железничке станице Ђуринци и др.
До тада најтежу борбу, одред је водио у Слатини, код Сопота, 25. септембра 1941. против око 150 припадника Деветог српског оружаног одреда Српске државне страже (недићевци), под командом мајора Милана Калабића. Космајски одред је тог дана кренуо из Рожанаца према Слатини, а у близини шуме Зорољин сукобили су се са недићевцима. Како су они први уочили партизански претходницу, заузели су положаје за борбу и изненадили партизане. Иако изненађени, партизани су прихватили борби која је трајала читав сат. Акцијом једног партизанског вода, који се завукао иза леђа непријатељу, недићевци су били разбијени и потом гоњени до Дучине. Током ове борбе, убијено је око десет недићеваца, у јуришу на њих, погинуо је заменик команданта Раде Јовановић. Међу партизанима је било пет-шест рањених бораца, од којих је Иван Трифуновић, учитељ из Лисовића преминуо и члан Среског комитета КПЈ.
Након погибије, борци Космајског одреда су у знак сећања на њега свом одреду дали назив Космајски партизански одред Раде Јовановић Радован.
Указом Президијума Народне скупштине ФНР Југославије 20. децембра 1951. проглашен је за народног хероја.
Његово име носе четири улице у Сопоту, Парцанима, Раљи и Слатини. Спомен-бисте су му подигнуте у родном селу Парцани и Сопоту.